# Шмита
Шмита (ивр. שמיטה‎), или Швиит (שְׁבִיעִית‎ — «седьмой»), также субботний год, — в еврейской культуре седьмой год семилетнего сельскохозяйственного цикла, предусмотренного Торой и в течение которого по библейскому закону земля оставалась под паром и погашались всякие денежные обязательства. В Библии этот год называется «годом отпущения» (שנת השמיטה).
Во время шмиты земля остаётся под паром, и все сельскохозяйственные работы, в том числе пахота, посадка, обрезка и сбор урожая, запрещены. Другие работы — такие как выращивание, полив, удобрение, прополка, опрыскивание, обрезка и кошение — могут совершаться только в качестве превентивной меры, но не для улучшения роста растений.